# 1932 v letectví
Tento článek obsahuje seznam událostí souvisejících s letectvím, které proběhly roku 1932.

## Události

### Květen
- 20.–21. května – Amelia Earhartová se stala první ženou, která sama přeletěla severní Atlantik. S letounem Lockheed Vega odstartovala z Harbour Grace v Newfoundlandu a přistála v Derry v Severním Irsku.

### Červen
- 29. června – parazitní stíhací letoun Curtiss F9C Sparrowhawk poprvé přistává na vzducholodi USS Akron

### Srpen
- 14. srpna – vzlétl letecký konstruktér a pilot Alexej Michajlovič Čerjomuchin na první sovětské helikoptéře CAGI 1-EA z malého letiště náležícího k institutu CAGI (později letiště konstrukční kanceláře Kamov) do výše 605 metrů, což byl tehdejší světový rekord.[1] Jelikož SSSR nebyl v té době členem Mezinárodní letecké federace (International Aviation Federation), není rekord oficiálně zaregistrován.

### Září
- 25. září – v Poháru Gordona Bennetta zvítězili Američané Thomas G. W. Settle a Wilfred Bushnell

## První lety
- Arado Ar 66
- Fairchild Model 24
- Fokker D.XVII
- Letov Š-39
- Praga BH-111
- RWD-8

### Leden
- 29. ledna – de Havilland Fox Moth

### Únor
- 17. února – Avia F-IX

### Březen
- 20. března – P-26 Peashooter

### Květen
- 7. května – Dornier Do 11

### Červen
- 3. června – RWD-6
- 6. června – Armstrong Whitworth Atalanta
- 18. června – Dewoitine D.500
- 25. června – Farman 1000

### Červenec
- 8. července – Supermarine Scapa
- 19. července – Praga BH-44

### Srpen
- Focke-Wulf Fw 44
- 7. srpna – RWD-5
- 13. srpna – Gee Bee R-1

### Září
- 30. září – Blackburn Baffin

### Listopad
- Heinkel He 49a, prototyp stíhacího letounu Heinkel He 51
- 4. listopadu – Beech Staggerwing
- 24. listopadu – de Havilland Dragon

### Prosinec
- 1. prosince – Heinkel He 70
- 21. prosince – Vickers Vincent